# Фатік
Фатік (фр. Fatick) — місто в центральній частині Сенегалу.

## Географія
Адміністративний центр області Фатік. Розташований за 155 кілометри на південний схід від столиці країни, міста Дакар.

## Населення
За даними на 2013 рік чисельність населення міста становила 26 253 особи.
 Динаміка чисельності населення міста за роками: 
| 1988   | 1 997  | 2001   | 2002   | 2013   |
| ------ | ------ | ------ | ------ | ------ |
| 18 416 | 22 525 | 39 166 | 23 149 | 26 253 |

## Відомі уродженці
- Макі Салл - нинішній президент Сенегалу